# جون فيلد (مهندس)
جون فيلد (بالإنجليزية: John Field)‏ هو مهندس أسترالي، ولد في 10 أبريل 1899 في Castlemaine, Victoria ‏ في أستراليا، وتوفي في 12 مايو 1974 في St Kilda, Victoria ‏ في أستراليا.